# هیوم (میزوری)
هیوم (به انگلیسی: Hume) یک شهر در ایالات متحده آمریکا است که در شهرستان بیتس، میزوری واقع شده‌است. هیوم ۱٫۷۶ کیلومتر مربع مساحت و ۳۳۶ نفر جمعیت دارد و ۲۷۳ متر بالاتر از سطح دریا واقع شده‌است.